# Berchemiella yunnanensis
Berchemiella yunnanensis är en brakvedsväxtart som beskrevs av Yi Ling Chen och P. K. Chou. Berchemiella yunnanensis ingår i släktet Berchemiella och familjen brakvedsväxter. Inga underarter finns listade i Catalogue of Life.